# Widukle (stacja kolejowa)
Widukle (lit. Viduklė) – stacja kolejowa w miejscowości Virgainiai, w rejonie rosieńskim, w okręgu kowieńskim, na Litwie. Położona jest na linii Radziwiliszki – Pojegi. Nazwa pochodzi od pobliskiego miasteczka Widukle.